# Laser 128

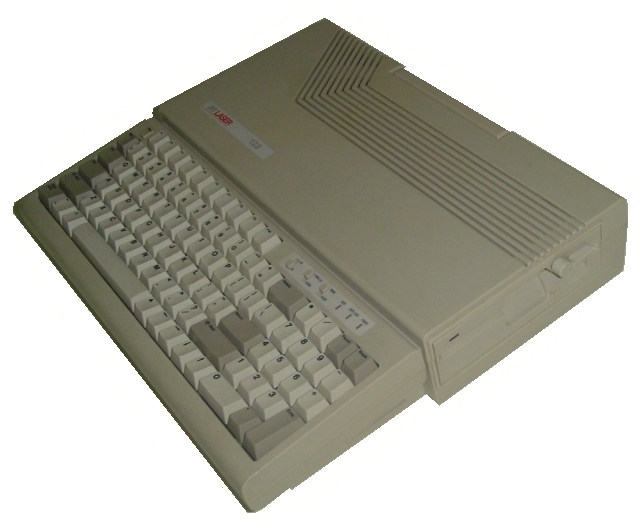
Laser 128.

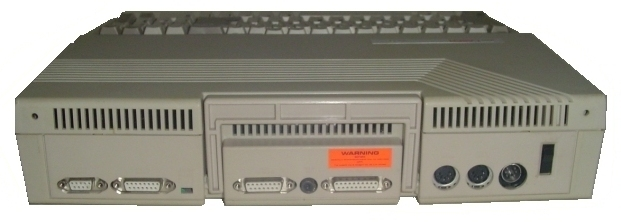
Laser 128 vista posterior.

El Laser 128 va ser un clon de l'Apple II creat i comercialitzat per VTech el 1984. A diferència d'altres clons de l'Apple II com els comercialitzats per Franklin Electronic Publishers, VTech utilitza enginyeria inversa sobre les ROMs d'Apple, utilitzant un disseny en sala neta en lloc de copiar-les. Apple Computer presenta una demanda contra VTech, però fracassa al no aconseguir demostrar que s'ha piratejat el seu codi.
A més, Vtech llicència amb Microsoft l'Applesoft BASIC, perquè Apple no s'ha ocupat d'obtenir l'exclusiva de Microsoft. Molt soft per l'Apple II utilitza rutines en la ROM BASIC, i de no haver aconseguit la llicència no podria haver aconseguit l'objectiu d'un clon completament legal.
El Laser 128 competeix directament amb l'Apple IIc, doncs igual que aquest el seu disseny és semiportátil, té 128 KB de RAM i una unitat de disquet incorporada, però alhora ho fa amb l'Apple IIe, en disposar de keypad numèric i d'una ranura d'expansió compatible Apple IIe. Es ven a un preu inicial de 700 dòlars, molt menys que un Apple IIc.
Apple es vé forçada competir i llança el millorat Apple IIc Plus, que incorpora diverses de les millores del Laser 128. VTech respon amb equips de majors prestacions, els Laser 128EX(198 KB ampliables a 1024 i rellotge a 2,3 o 3,6 MHz) i Laser EX2 (com l'anterior però amb unitat de 3,5). El VDP de tots dos equips ve amb 4 KB de VRAM i proporciona sortides RGB analògic (pot usar-se en monitors de Atari ST o Commodore Amiga) i digital (per connectar a monitoresCGA o EGA). En tots dos maneres RGB, el VDG genera un set de caràcters idèntic al de l'IBM PC (amb els caràcters de triangle obert i tancat)
Al cap de poc temps Apple abandona el mercat dels 8 bits en favor de l'Apple Macintosh. Vtech es queda amb la veta de mercat i segueix en ell fins ben entrats els 90.
Els Laser 128 es comercialitzen agressivament per part de moltes empreses de venda per correu, sobretot utilitzat Computer Shopper i per la cadena Sears, tant en els seus establiments com per catàleg. Arriba a aparèixer quatre configuracions diferents en un mateix catàleg. Majoritàriament és comercialitzat als Estats Units, encara que usuaris europeus els compren per catàleg. No hi ha notícies de la seva distribució a Àsia.
Els Laser 128 són molt benvolguts, doncs és el clònic amb major índex de compatibilitat. Les revistes especialitzades només van notificar dos títols incompatibles :
- The New Print Shop (Brøderbund)
- HomeWord (Sierra).

## Detalls Tècnics
- CPU 65C02 a 1 MHz. En els 128EX i EX/2, capacitat d'anar a 2,3 MHz i a 3,6 MHz
- ROM 32 KB (32 KiB), incloent Applesoft BASIC i rutines d'entrada/sortida compatibles Apple IIc, obtingudes mitjançant enginyeria inversa.
- RAM 128 KB ampliable internament a 1 MB (1 MiB).
- VRAM 64 KB en els EX i EX/2
- Carcassa mitjana (38 x 32,5 x 7,7 cm; 14,5 x 12,5 x 3,125 polzades), en plàstic gris, amb un rosteix en la part posterior per a un millor transport. En el lateral esquerre, connector per a ampliacions compatible amb les ranures de l'Apple II (pot connectar-se l'ampliació directament o usant una caixa de slots). En el dret unida de disc interna (de 5,25 en el 128 i 128 EX, de 3,5 en l'EX2), regulador de volum i jack d'auriculars. Existeixen dos dissenys de la caixa:
  - Inicialment amb estries verticals de ventilació
  - El més abundant, amb la zona que correspon amb la unitat de disc plana amb unes estries de ventilació en forma de \___ Aquesta última s'empra també en el Laser Compact XT i es troba sota la patent D321173 Arxivat 2016-03-03 a Wayback Machine. als Estats Units

L'altra meitat està ocupada pel teclat, que forma angle per a una escriptura més còmoda. Al costat dels LEDs de majúscules, 3 commutadors, d'esquerra a dreta:
- - Selector de 40 / 80 columnes
  - Commutador d'impressora paral·lel o sèrie
  - Selector de monitor Monocrom o Color.

En una trapa inferior estan els sòcols de la ROM del Basic compatible Apple, i dos switches per configurar els slots 5 i 7 com a interns o externs.
En la posterior, sota el rosteix, i d'esquerra a dreta tenim els connectors :
- - Connector DE-9 de Joystick / mouse
  - Connector DÓNA-15 d'impressora paral·lel
  - Commutador d'aspecte del teclat
  - Connector DÓNA-15 de vídeo RGB / pantalla LCD / modulador extern TV
  - Connector RCA de vídeo compost NTSC
  - Connector d'unitat externa SmartPort compatible Unidisk
  - Connector DIN 5 RS-232C mòdem (7 velocitats seleccionables per soft de 110 a 19200 bauds)
  - Connector DIN 5 RS-232C printer (7 velocitats seleccionables per soft de 110 a 19200 bauds)
  - Connector DIN de la font d'alimentació externa (15 V DC, 12 amperes, 18 watts)
  - Interruptor d'encès
- Teclat complet de 90 tecles en format QWERTY / DVORAK: 62 tecles alfanumèriques, keypad numèric de 18 tecles i 10 tecles de funció. L'aspecte del teclat pot seleccionar-se mitjançant un commutador. Les tecles open apple i close apple han estat substituïdes per triangles igual que els seus equivalent en el set de caràcters. El teclat està controlat per un microcontrolador Intel 8048.
- Pantalla : tots els de l'Apple IIc: 
  - Manera text en 40 x 24 16 colors
  - Manera text de 80 x 24 16 colors
  - Manera HIRES de 280 x 192 pixels en 6 colors
  - Manera LORES de 40 x 48 (a força de caràcters semigraficos) amb 16 colors, o 40x40 + 4 línies inferiors de text.
  - Manera SuperHires de 560 x 192 amb 16 colors

A part d'aixó, usant un monitor RGB:
- - 40 x 48
  - 80 x 48
  - 280 x 192
  - 560 x 192
- So : simples xiuletades en l'altaveu intern, controlats per la CPU (per això és difícil trobar jocs amb bon so). Volum regulat mitjançant roda en el lateral dret. Existeix un model concret dedicat a música, que incorporava interfície MIDI i, probablement un xip de so.
- Sistema operatiu DOS 3.3
- Suport
  - Unitat de disc interna de 5,25 polzades, originalment de simple cara, amb la possibilitat d'usar l'altra cara fent una nova osca de protecció al disc. Els nous DOS (ProDos, etc) incorporar formateos diferents, suportant fins i tot qualsevol unitat de Doble Densitat.
  - El model EX2 porta una unitat interna del 3'5 polzades compatible amb la de l'Apple IIgs. El format utilitzat en els originals ho fa il·legible pels PC actuals.

El custom xip de VTech Universal Disk Controller (UDC) suporta a més pel connector SmartPort extern unitats Apple UniDisks (3,5 i 5,25), unitats externes Macintosh 3.5 (fins i tot les sense botó d'expulsió), unitats externes Apple IIgs i la sèrie Chinook CT de discos durs de 20 MB (20 milions de bytes) a 100 MB. El SmartPort suporta fins a dues unitats del 3,5 i 800 KB, dues unitats de 5,25 de 140 KB, i un CT100 de 100 MB CT100 simultánemanete connectades una amb unes altres.
El slot Apple suporta les controladores SCSI Apple High Speed (DMA) per connectar discos durs SCSI i altres dispositius.
- Entrada/Sortida :
  - Connector DE-9 de Joystick / mouse
  - Connector DÓNA-15 d'impressora paral·lel
  - Connector DÓNA-15 de vídeo RGB / pantalla LCD / modulador extern TV
  - Connector RCA de vídeo compost NTSC
  - Connector d'unitat externa SmartPort compatible Unidisk
  - Connector DIN 5 RS-232C mòdem (7 velocitats seleccionables per soft de 110 a 19200 bauds)
  - Connector DIN 5 RS-232C printer (7 velocitats seleccionables per soft de 110 a 19200 bauds)
  - Connector DIN de la font d'alimentació externa (15 V DC, 12 amperes, 18 watts)
  - Slot d'expansió compatible Apple II

## Font
- El Museu dels 8 Bits